# SN 2003id
SN 2003id – supernowa typu Ic-pec odkryta 16 września 2003 roku w galaktyce NGC 895. W momencie odkrycia miała maksymalną jasność 16,70m.